# Glacier Point
Glacier Point is een 2.199 m hoge klif (en 975 m boven Half Dome Village) en uitkijkpunt over Yosemite Valley in het Yosemite National Park, dat in Californië ligt.
Het uitkijkpunt is vanuit Yosemite Valley bereikbaar via de Glacier Point Road, die normaal jaarlijks van juni tot oktober geopend is voor verkeer. Er is ook een bergpad dat de vallei met het punt verbindt, de 7,7 km lange Four Mile Trail.